# Megfelelő technológia

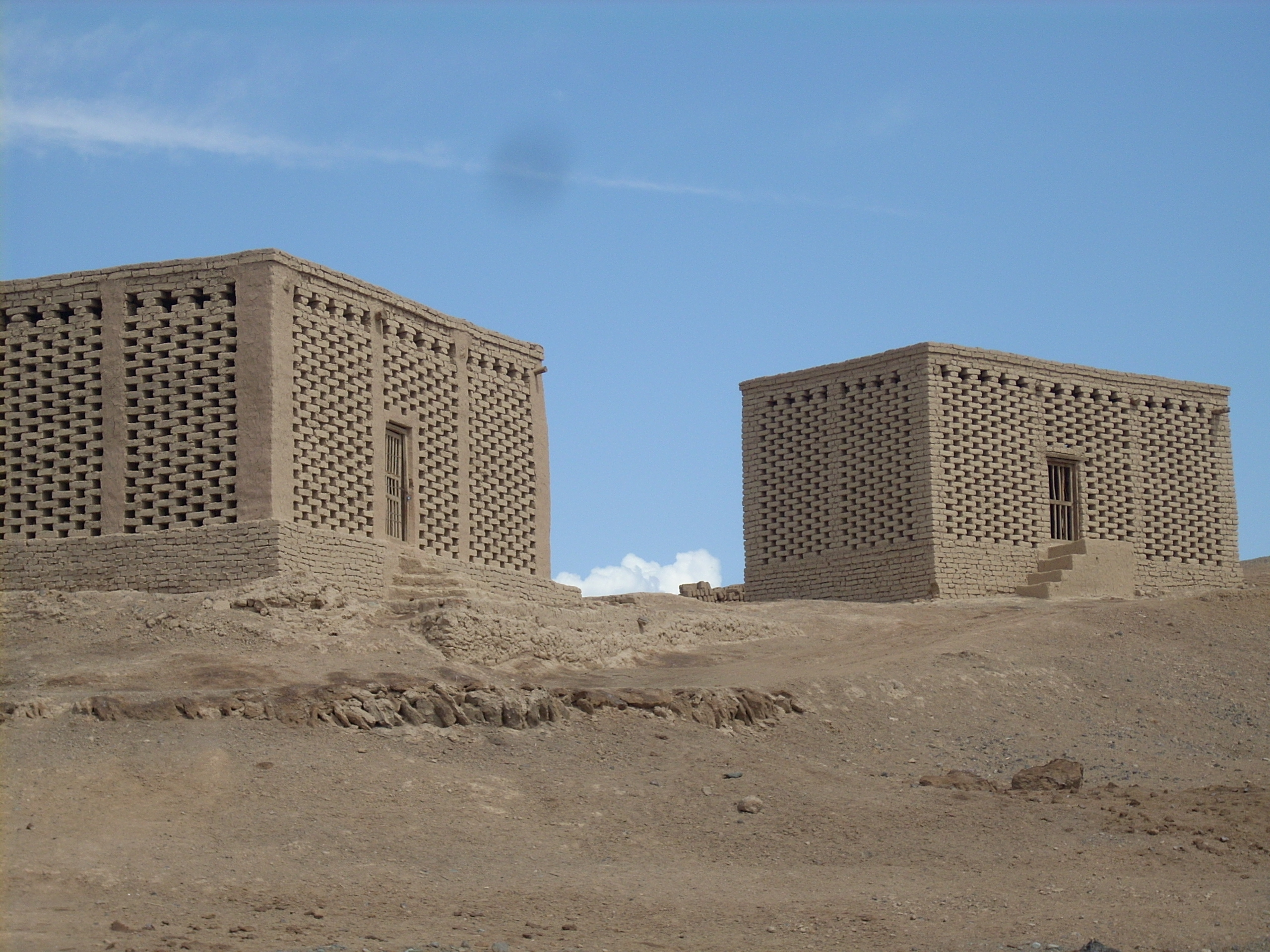
Chunche, mazsola szárítására szolgáló, természetes szellőzésű építmény Hszincsiangban

A megfelelő technológia (appropriate technology), eredetileg E. F. Schumacher A kicsi szép c. nagy hatású könyvében mint közbülső technológia (intermediate technology) egy ideológiai mozgalom, illetve annak megjelenési formáinak gyűjtőneve.
Bár a megfelelő technológia pontos meghatározása szakterületenként eltérhet, általában olyan technológiákat, technológiai választásokat, alkalmazásokat jelölnek vele, melyek kis léptékűek, inkább munka-, mint tőkeigényesek (egyszerűek és olcsóak), energiahatékonyak, a természeti környezetet kevéssé károsítják és helyi irányítás alatt állnak. Schumacher és a megfelelő technológiák más szószólói azt is hangsúlyozzák, hogy azok embercentrikusak, a technikát használó társadalom társadalmi szerkezetét nem teszik tönkre.
A közbülső technológiát leggyakrabban a gazdasági fejlődéssel való kapcsolatának kontextusában említik, mint a fejlett ipari országoktól a fejlődő országok felé történő, tőkeintenzív technológiák transzferének alternatíváját.
Bár a megfelelő technológiákat elsősorban fejlődő országokban, főként a trópusokon próbálják alkalmazni, alkalmasak lehetnek a gazdag ipari országok műszaki rendszereinek átalakítására is. A fejlett országokban a megfelelő technológia mozgalom az 1970-es évek energiaválságából alakult ki, és főként környezetvédelmi és fenntarthatósági kérdésekre összpontosít.
Megfelelő technológiák nagyon sok területen előbukkannak. Jól ismert alkalmazásai közé tartoznak: kerékpárral, illetve kézzel hajtott vízpumpák (de maga a kerékpár is a kis méretű, „szelíd” technikai eszközök mintapéldája) és egyéb emberi erővel hajtott eszközök, az univerzális hámozógép (universal nut sheller), zárt rendszerű, napenergiával töltődő villanykörték, illetve utcalámpák, szoláris, illetve passzívházak.
Manapság a megfelelő technológiákat gyakran az open source elvei alapján fejlesztik, így jön létre a nyílt forráskódú megfelelő technológia (open-source appropriate technology, OSAT), aminek révén számos, megfelelő technológiájú eszköz tervrajza ingyenesen megtalálható az interneten.

## Háttér

### Történet

#### Elődök
Gyakran Mahátma Gandhi indiai vezetőt említik a megfelelő technológia mozgalom atyjaként. Bár elképzelésének nem adott nevet, Gandhi a kisméretű, helyi és főként falu-alapú technológia szószólója volt, hogy India falvai önellátóvá válhassanak.
Elutasította az olyan technológiákat, melyek egy kisebbséget helyeznek előnybe a többséggel szemben, vagy magasabb profitottermelő képességűek, de munkahelyeket szüntetnek meg. 1925-ben Gandhi megalapította az Össz-Indiai Fonószövetséget (All-India Spinners Association), 1935-ben, politikai visszavonulásának évében pedig az Össz-Indiai Falusi Ipari Szövetséget. Mindkét szervezet a falu-alapú technológiára összpontosított, ami hasonló volt a későbbi megfelelő technológia mozgalomhoz.
Kínában hasonló irányelveket vezettek be Mao Ce-tung kormányzása alatt és az azt követő rossz emlékű kulturális forradalom idején. A kulturális forradalom alatt a fejlesztéspolitikát a „két lábon járás” gondolata határozta meg, ami a nagyobb léptékű gyárak mellett a kisebb, falusi ipart is ösztönözte.

#### E. F. Schumacher
A korai példák ellenére Dr. Ernst Friedrich „Fritz” Schumachert tartják a megfelelő technológia mozgalom alapítójának. Schumacher, az ismert közgazdász, több mint húsz éven át dolgozott a brit állami szénbányászati vállalatnál (British National Coal Board), ahol a bányászok tüdejét megbetegítő antrakózissal (pneumokoniózissal) kapcsolatos nemtörődöm hozzáállásért az iparág üzemméretének nagyságát okolta. De nem Nagy-Britanniában, hanem fejlődő országokban (pl. Indiában és Burmában) végzett munkája során jutott Schumacher azokra a következtetésekre, melyek a megfelelő technológia alapelveivé váltak.
Schumacher a jelenleg megfelelő technológia néven ismert „közbülső technológia” elvét először egy 1962-es, az Indiai Tervezési Bizottságnak írt jelentésében fogalmazta meg, melyben Indiát munkaerőben gazdag, de tőkeszegény országként jellemzi, és „közbülső ipari technológia” szükségességére hívja fel a figyelmet, ami kiaknázza India munkaerő-feleslegét. Schumacher már évekkel a jelentése leadása előtt dolgozott a közbülső technológia koncepcióján. Már 1955-ben, miután a burmai kormányzat gazdasági tanácsadójaként vállalt szerepet, rövid tanulmányt publikált „Gazdaságtudomány egy buddhista országban” (Economics in a Buddhist Country) címmel, ami a nyugati közgazdaságtan első ismert kritikája volt Schumacher tollából. Nézeteit a buddhizmus mellett Gandhitól is származtatta.
Kezdetben Schumacher nézeteit az indiai kormányzat és a gazdasági fejlődés vezető kutatói egyaránt elutasították. Attól tartva, hogy a közbülső technológia gondolata elsikkadhat, Schumacher, George McRobie, Mansur Hoda és Julia Porter 1965 májusában egy kb. húszfős fejlesztési csoportot (Intermediate Technology Development Group, ITDG) hívott össze. Ugyanebben az évben Schumacher az Observer c. brit lapban megjelent cikke jelentős figyelmet és támogatást biztosított a csoportnak. 1967-ben a csoport kiadta „A haladás eszközei: útmutató a vidékfejlesztés kis léptékű eszközeihez” (Tools for Progress: A Guide to Small-scale Equipment for Rural Development) című tanulmányát, mely 7000 példányban talált gazdára. Az ITDG szakértőkből és gyakorlati szakemberekből álló munkacsoportokat is szervezett egy-egy specifikus technológiai szükséglet köré (pl. építkezés, energia, víz), melyek feladata volt a szükségletet kielégítő közbülső technológia kifejlesztése. Az ITDG egy 1968-as konferenciáján történt, hogy a „közbülső technológia” kifejezést elvetették, és a jelenleg is preferált „megfelelő technológia” terminussal helyettesítették. A közbülső technológia kifejezés ugyanis az indítványozók szerint azt sugallta, hogy a technológia alacsonyabb rendű a fejlett technológiáknál, és nem utalt azokra a társadalmi és politikai tényezőkre, amik a koncepció részét képezték. 1973-ban Schumacher a nagyközönséggel is megismertette a megfelelő technológia koncepcióját nagyhatású művében (Small is Beautiful: Economics as if People Mattered.), melyet magyarul A kicsi szép címen adtak ki.

#### Növekvő tendencia

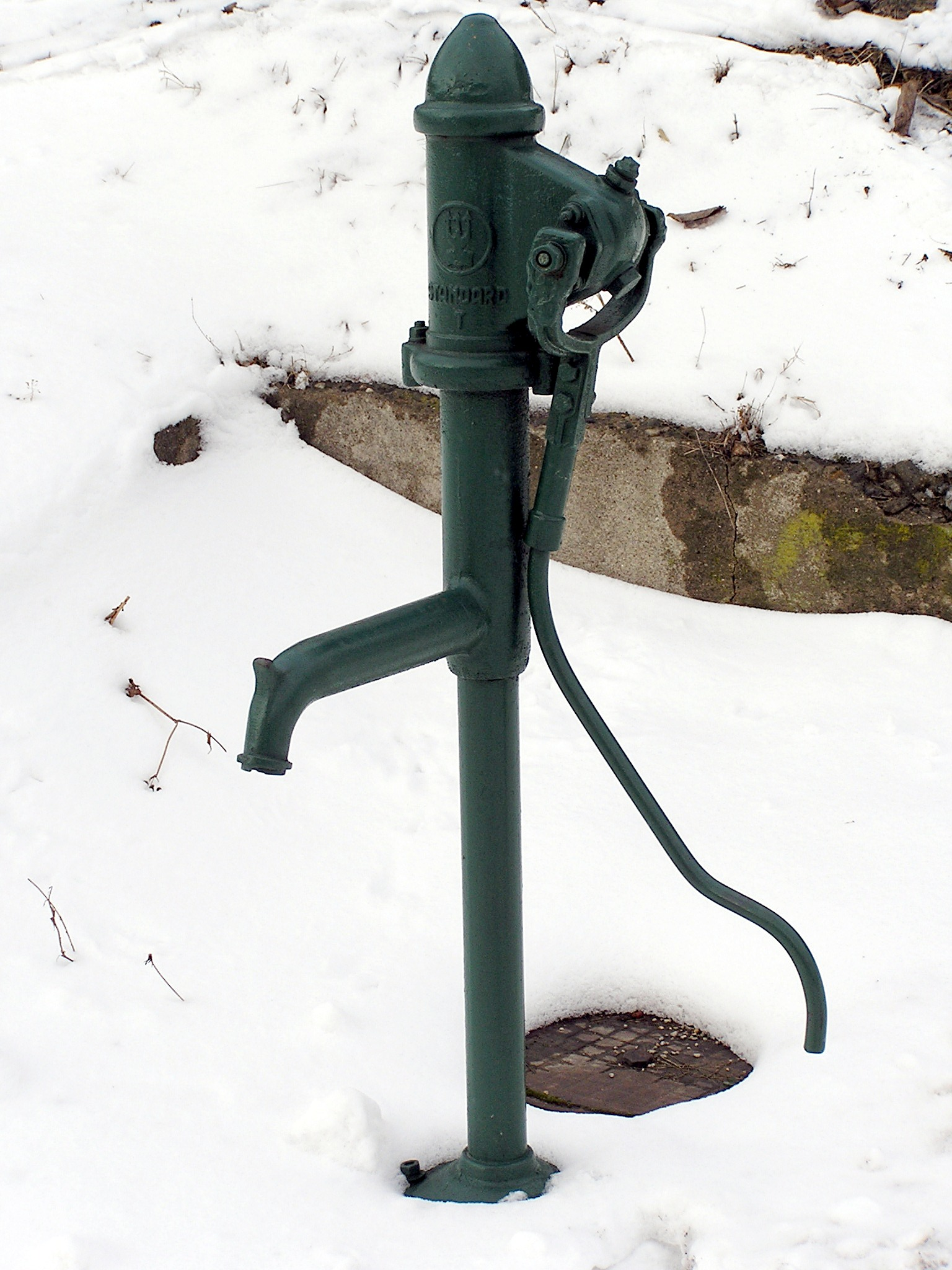
Kézi működtetésű, dugattyús, térfogatkiszorításos vízszivattyú Kassa Hernádtihany városrészében

1966 és 1975 között a háromszor annyi, megfelelő technológiával kapcsolatos szervezetet hoztak létre, mint a megelőző kilenc évben. Azoknak a szervezeteknek is megnőtt a száma, melyek a megfelelő technológia az ipari államok problémáira történő alkalmazására fókuszáltak, főként az energiaügyekkel és a környezet védelmével kapcsolatban. Az 1977-ben az OECD által kiadott Appropriate Technology Directory című cégjegyzék 680, a megfelelő technológia fejlesztésével és promóciójával foglalkozó szervezetet azonosított. 1980-ra ez a szám 1000 fölé nőtt.
Nemzetközi ügynökségek és kormányzati részlegek is megjelentek a megfelelő technológia jelentős fejlesztői között, jelezve annak előmenetelét apró, a bevett normák ellen küzdő mozgalomból legitim, intézményesült technológiai választássá. Példa erre az Amerika-közi Fejlesztési Bank (Inter-American Development Bank) által 1976-ban létrehozott Közbülső Technológia Alkalmazásáért Felelős Bizottság (Committee for the Application of Intermediate Technology) vagy az Egészségügyi Világszervezet által 1977-ben elindított Megfelelő technológia az egészségért program (Appropriate Technology for Health Program).
A fejlett országokban is növekedett a megfelelő technológia használata. Például az 1973-as olajválsággal kezdődő energiaválság vezetett az USA-ban 3 millió dolláros kongresszusi előirányzatból a Megfelelő Technológia Nemzeti Központjának (National Center for Appropriate Technology, NCAT) 1977-es létrehozásához. A központ megfelelő technológia-bemutatókat szponzorált, hogy „segítse az alacsony jövedelmű közösségek életminősége növelésének új útjait megtalálni, a rendelkezésre álló képességeik és erőforrásaik kihasználásával”. 1981-ben azonban a Reagan-kormányzat megszüntette az NCAT-et finanszírozó Közösségi Szolgáltatások Felügyeletét (Community Services Administration). A pénzügyi források jelentős csökkenése ellenére az NCAT évtizedekig együttműködött az energiaügyi és a mezőgazdasági minisztériummal, ez alatt olyan technológiák váltak az amerikai életmód részévé, mint az épületek időjárástól való védelme („weatherization”), a passzívház elődjének számító szuperszigetelés („superinsulation”), az újrahasznosítás, a kapcsolt energiatermelés (erőművek fűtésre is történő használata) vagy akár a telekocsi-mozgalom.

#### Hanyatlása
Az ezt követő években a megfelelő technológia mozgalom folyamatosan háttérbe szorult. A németországi German Appropriate Technology Exchange (GATE) és a holland Technology Transfer for Development (TOOL) szervezetek ma már nem léteznek. Egy 2011-es tanulmány azt vizsgálta, hogy milyen akadályok maradtak a megfelelő technológia (MT) bevezetése előtt, annak ellenére, hogy az internet korában lecsökkent az információk terjesztésének költsége. A következő akadályokat azonosította a tanulmány: 1) az MT-t alacsonyabb rendűnek, vagy a „szegény ember” technológiájának tekintik; 2) az MT robusztussága és műszaki átvihetősége; 3) elégtelen finanszírozás; 4) gyenge intézményi támogatás és 5) a távolsággal és idővel kapcsolatos kihívások a vidéki szegénység elleni küzdelemben.
Egyre inkább uralkodóvá vált a szabadpiac-centrikusabb szemlélet is. Például Paul Polak, az International Development Enterprises alapítója (ez a MT eszméjét követő termékeket tervező és gyártó vállalat) 2010-es blogposztjában kijelentette, hogy a megfelelő technológia halott.
Polak azzal érvel, hogy a „design for the other 90 percent” (tervezz a másik 90% számára) mozgalom vette át a megfelelő technológia helyét. A MT-mozgalomból kinövő „design for the other 90 percent” a föld 6,8 milliárd lakója közül annak az 5,8 milliárdnak a számára támogatja az alacsony költségű megoldások megalkotását, „akiknek egyáltalán nincs, vagy korlátozott a hozzáférése a legtöbb termékhez és szolgáltatáshoz, amit sokan magától értetődőnek veszünk”.
Számos, a megfelelő technológia szerves részét képező elgondolást karolt fel az egyre népszerűbb fenntartható fejlődés mozgalom, ami (számos egyéb elgondolása mellett) azokat a technológiai lehetőségeket helyezi előtérbe, melyek úgy elégítik ki az emberi szükségleteket, hogy ezalatt a környezetet megőrzik a jövő generációi számára. 1983-ban az OECD közzétette a megfelelő technológia szervezeteivel kapcsolatos, The World of Appropriate Technology („A megfelelő technológia világa”) című, átfogó felmérésének eredményeit; a felmérés a megfelelő technológiát úgy határozta meg, mint „alacsony beruházási költség munkahelyenként, alacsony tőkebefektetés kibocsátási egységenként, szervezeti egyszerűség, az adott társadalmi-kulturális környezethez való kiváló alkalmazkodási képesség, a természeti erőforrások kímélő használata és vagy olcsó végtermék, vagy magas foglalkoztatási potenciál”. Napjainkban az OECD weboldalának „Statisztikai kifejezések szómagyarázata” részének a megfelelő technológiára vonatkozó bejegyzése egyszerűen átirányít a „környezetbarát technológiák” szakaszhoz. Az ENSZ Gazdasági és társadalmi fejlődési indexe (Index to Economic and Social Development) a megfelelő technológiák bejegyzését átirányítja a „fenntartható fejlődéshez”.

#### Potenciális újraéledése
A visszaesés ellenére jelenleg is több MT-szervezet létezik, köztük az ITDG, mely 2005 óta a Practical Action („gyakorlati cselekvés”) nevet használja. Figyelemre méltó az újjáéledés a nyílt forrású megfelelő technológiákat (OSAT) azok lehetőségeket teremtő hatása (enabling technology) miatt alkalmazó csoportok számát tekintve. Néhány OSAT csoportba sorolható szervezet: AKVO, Appropedia, Appropriate Technology Collaborative, Catalytic Communities, Centre for Alternative Technology, Center For Development Alternatives, Engineers Without Borders, Practical Action és Village Earth.

### Terminológia
A megfelelő technológia kifejezést gyakran gyűjtőnévként használják az ebbe a körbe tartozó, különböző technológiákra. Ezek a terminusok többnyire felcserélhetők, de egy-egy konkrét kifejezés használata utalhat a kérdéses technológiai választás fókuszára, a hozzá kapcsolódó programra vagy egyedi elfogultságokra. Bár a jelenleg megfelelő technológiaként ismert fogalom eredeti neve közbülső technológia volt, ezt a megnevezést jelenleg gyakran a megfelelő technológia részhalmazának tekintik, mely a kevésbé hatékony hagyományos technológiáknál termelékenyebb, de az ipari társadalmak technológiájánál olcsóbb megoldásokra fókuszál. További, a megfelelő technológia ernyője alá sorolt technológiák a következők is:
| - Tőketakarékos technológia - Munkaintenzív technológia - Alternatív technológia - Önsegítő technológia - Faluszintű technológia - Közösségi technológia - Progresszív technológia | - Bennszülött technológia - Népi technológia - Könnyű mérnöki technológia - Adaptív technológia - Könnyűtőkés technológia - Puha technológia |

A tudományos szakirodalom, valamint a különböző szervezeti és kormányzati szakpolitikai dokumentumok a fenti kifejezések több, egymással is versengő definícióját tartalmazzák. Abban azonban általános az egyetértés, hogy a megfelelő technológia a fenti listában szereplő elképzeléseket foglalja magába. Továbbá, az egyes kifejezések közötti választás jelezhet ideológiai részrehajlást, vagy valamely közgazdasági-társadalmi változóra fektetett nagyobb hangsúlyt is. Némelyik kifejezés eredendően a megnövekedett foglalkoztatást és munkakihasználtságot emeli ki (mint a munkaintenzív vagy a tőketakarékos technológia), míg mások az emberi fejlődés fontosságát hangsúlyozzák (mint az önsegítő vagy a népi technológia).
Megkülönböztethetők „kemény” és „puha” technológiák. Dr. Maurice Albertson és Audrey Faulkner szerint, a megfelelő „kemény” technológiához tartoznak: „a mérnöki technológiák, fizikai szerkezetek és gépek, melyek a közösség által meghatározott igényt elégítik ki, és a kéznél lévő vagy könnyen beszerezhető anyagokat hasznosítják. A helybéliek által megépíthető, működtethető és fenntartható, igen kevés külső segítség (technikai, anyagi vagy pénzügyi) felhasználásával. Általában egy gazdasági célhoz kötődik.”
Albertson és Faulkner megfelelő „puha” technológiának tekinti az olyan technológiát, ami „a társadalmi szerkezettel, az emberi együttműködés folyamataival és motivációs technikákkal foglalkozik. Az egyének és csoportok közösségi részvételének és tevékenységének struktúrája és folyamata – a helyzetek elemzésében, a döntéshozatalban és a részvétel a döntés megvalósításában – ami a változást elhozza.”

### A megfelelő technológia művelői
A megfelelő technológiai szektor néhány jól ismert szereplője közé tartozik:
M K Ghosh, B.V. Doshi, Buckminster Fuller, William Moyer (1933–2002), Amory Lovins, Sanoussi Diakité, Victor Papanek, Johan Van Lengen, Giorgio Ceragioli (1930–2008), Frithjof Bergmann, Arne Næss (1912–2009) és Mansur Hoda.

### Megfelelő technológia és fejlődés
A megfelelő technológia Schumacher eredeti elképzelése szerint a jelenleg is uralkodó fejlődési stratégiák kritikája, melyek a gazdaság össznövekedésének maximalizálására koncentrálnak az ország gazdaságára vonatkozó mérőszámokon, köztük a bruttó hazai terméken (GDP) keresztül. A fejlett országokat a második világháború alatt és az azt követő években kezdte foglalkoztatni a fejlődő országok helyzete. A nyugati társadalmak ipari forradalom utáni jövedelememelkedését alapul véve a fejlett országok masszív tőke- és technológiatranszfert hajtottak végre a fejlődő országok felé, hogy azok gyors iparosítását erőltetve megtörténjen a gazdasági elrugaszkodás.
Az 1960-as évek végére azonban nyilvánvalóvá lett, hogy ez a fejlesztési módszer nem hozza a várt eredményeket, és egyre több fejlesztési szakértő és politikai döntéshozó ébredt rá, hogy éppen ez a módszer az egyik lehetséges oka a fejlődő országok növekvő szegénységének és jövedelmi egyenlőtlenségének. Számos országban a technológiabeáramlás valóban megnövelte a gazdaság össz-teljesítőképességét. Eközben azonban kettős, vagy inkább kétszintű gazdaságot hozott létre, markánsan elkülönölő osztályokkal. A külföldről származó technológiák csak az urbánus elitek alkotta kisebbség számára hoztak előnyöket. Ez az urbanizáció növekedését is okozta, a falusi szegény rétegek növekvő számban költöztek a több lehetőséget nyújtó városokba. A városi infrastruktúrára és közszolgáltatásokra nehezedő megnövekedett terhelés pedig „növekvő nyomorhoz, súlyos közegészségügyi hatásokhoz és a társadalom szerkezetének torzulásaihoz” vezetett.
A megfelelő technológiát négy probléma megoldására alkották meg: a rendkívüli szegénység, az éhezés, a munkanélküliség és a városokba történő bevándorlás. Schumacher a gazdasági fejlesztési programok fő céljának a rendkívüli szegénység legyőzését tartotta, és egyértelmű kapcsolatot látott a tömeges munkanélküliség és a hatalmas szegénység között. Schumacher igyekezett a fejlesztés súlypontjait úgy megváltoztatni, hogy az ne a városi területek fejlesztését és a munkaerőre eső termelés növelését helyezze előtérbe, hanem a vidéki területekre (ahol még mindig a lakosság nagyobb része élt) és a foglalkoztatás növelésére fókuszáljon.

### Megfelelő technológia a fejlett országokban
A fejlett országokban a „megfelelő technológia” kifejezést a mérnöki tudományok és technológiák olyan felhasználására alkalmazzák, ami a környezetre és a társadalomra kevesebb negatív kihatással van. E. F. Schumacher azt állítja, hogy az ilyen, a Small is Beautiful c. könyvében jellemzett technológia az egészség, szépség és tartósság értékeit mozdítja elő, ebben a sorrendben. A fejlett országokban a megfelelő technológián belül általában a „megfelelő és fenntartható technológiát” (Appropriate and Sustainable Technology, AST) használják; vagy olyan megfelelő technológiát, ami alkalmassága és relatív olcsósága (ez általában azért azt jelenti, hogy a valódi MT-nál drágább) mellett igen tartós és hosszú életű (az MT-be önmagában ez nem tartozik bele; lásd fenntartható tervezés/sustainable design).

## Alkalmazásai

### Építőipar és szerelőipar
Ahhoz, hogy a város által nyújtott számtalan szolgáltatás (ivóvíz-, elektromosáram-szolgáltatás, közlekedés, csapadékvíz-elvezetés) hatékonyságát növelni lehessen, legjobb magát a várost eleve helyes módon felépíteni. A fejlődő országokban gombaként nőnek az új városok a földből, és a már meglévők is gyors ütemben növekednek. Minden fejlődő ország számára fontos, hogy jó előre tanulmányozza a városfejlesztés friss eredményeit.
- Vályogépületek (beleértve a szupervályog változatot),
- döngöltföld-házak,
- tömörített földblokkok,
- sártégla („holland tégla”),
- állati termékek,
- „cob” épületek (agyag, homok, szalma, föld),
- és/vagy egyéb zöld építőanyagok is a megfelelő építési technológiák közé sorolhatók a fejlődő országok nagy részében, mert széles körben, helyileg hozzáférhető anyagokat hasznosítanak, ezért relatíve olcsók is.

A helyi környezeti viszonyokat természetesen figyelembe kell venni, hiszen a sártégla például az erősen csapadékos területeken nem kellően tartós (bár ezen túllógó tető és cementtel való megerősítés segíthet), és ha helyben nem találhatóak meg az alapanyagok, a módszer nem az adott helyszínhez illő.

## Fordítás
- Ez a szócikk részben vagy egészben az Appropriate technology című angol Wikipédia-szócikk ezen változatának fordításán alapul.  Az eredeti cikk szerkesztőit annak laptörténete sorolja fel. Ez a jelzés csupán a megfogalmazás eredetét és a szerzői jogokat jelzi, nem szolgál a cikkben szereplő információk forrásmegjelöléseként.